# Гросхајрат
Гросхајрат (њем. Großheirath) општина је у њемачкој савезној држави Баварска. Једно је од 17 општинских средишта округа Кобург. Према процјени из 2010. у општини је живјело 2.595 становника. Посједује регионалну шифру (AGS) 9473132.

## Географски и демографски подаци
Гросхајрат се налази у савезној држави Баварска у округу Кобург. Општина се налази на надморској висини од 303 метра. Површина општине износи 22,3 km². У самом мјесту је, према процјени из 2010. године, живјело 2.595 становника. Просјечна густина становништва износи 117 становника/km².